# 拜亚基
拜亞基（英語：Byakhee）是美國小說家霍華德·菲利普·洛夫克拉夫特所創造的克蘇魯神話中的種族，最早出現在其短篇小說《魔宴》（The Festival）中。
他們通常是“不可名狀者”哈斯塔的眷屬，主要居住在星際空間之中，只有受到召喚的時候才會在地球出現。由於他們的身體並不包含特殊的物質，所以槍械之類的普通武器也能對他們造成傷害，但其在宇宙空間中飛翔的能力，也讓他們成為星際間的交通工具。
由於拜亞基並不會保護騎乘者的關係，沒有特殊能力的騎乘者必須自備咒語或魔藥，以解決宇宙中真空、寒冷和沒有氧氣之類的問題。